# Estadi Friuli
L'Estadi Friuli és un estadi de futbol de la ciutat d'Udine, a la regió autònoma de Friül — Venècia Júlia (Itàlia). És la seu habitual de l'Udinese Calcio.
Va ser una de les seus de la Copa del Món de Futbol 1990.